# Kapp-Forschungspreis für Ökologische Ökonomie
Der Kapp-Forschungspreis für Ökologische Ökonomie wird seit 1998 zweijährig (bis 2002 unter dem Namen Schweisfurth-Forschungspreis für Ökologische Ökonomie) an junge Wissenschaftler im deutschsprachigen Raum vergeben und will anwendungsorientierte Arbeiten zur Ökologischen Ökonomie fördern. Der Name des Preises erinnert an den Ökonomen Karl William Kapp, der Anfang der 1950er Jahre in seinem Buch „The Social Costs of Business Enterprise“ auf die sozialen und ökologischen externen Kosten der Marktwirtschaft aufmerksam gemacht hat.
Der Kapp-Preis wird in einer Kooperation der Vereinigung für Ökologische Ökonomie (VÖÖ) mit der Kapp-Stiftung (Basel), der Hatzfeldt-Stiftung (Wissen), der Selbach-Umwelt-Stiftung und der anstiftung (München) im zweijährlichen Rhythmus vergeben. Der Kapp-Forschungspreis ist mit 5000 Euro dotiert und wurde das letzte Mal im Oktober 2016 zum Thema „Wirtschaft ohne Wachstum“ vergeben. 2006 bis 2010 wurde zusätzlich ein mit 2500 € dotierter Sonderpreis der Selbach-Umwelt-Stiftung (München) Teil ausgeschrieben. Der Forschungspreis der VÖÖ wurde ursprünglich in Kooperation mit der Schweisfurth-Stiftung unter dem Namen Schweisfurth-Forschungspreis für Ökologische Ökonomie von 1998 bis 2002 verliehen und im Jahr 2004 umbenannt.
In der Jury des Kapp-Preises saßen unter anderem Adelheid Biesecker, Christiane Busch-Lüty, Hans-Peter Dürr, Peter Finke, Hermann Graf Hatzfeldt, Helge Majer, Niko Paech, Irmi Seidl und Christa Müller.

## Preisträger
Schweisfurth-Forschungspreis für Ökologische Ökonomie
| Jahr | Preisträger      | Arbeit |
| ---- | ---------------- | --- |
| 1998 | Christa Müller   | „Von der lokalen Ökonomie zum globalisierten Dorf. Transformation der ökonomischen Verhältnisse und des ökonomischen Handelns im Zuge der Integration von Borgenteich/Westfalen in den Weltmarkt und die Wiederentdeckung der bäuerlich-handwerklichen Produktion in neuen Regionalisierungsbewegungen“, Universität Bielefeld. |
| 1998 | Ralf Weiß        | „Konzeptualisierung betrieblicher Lernprozesse für eine nachhaltige Unternehmensentwicklung unter besonderer Berücksichtigung des COSY-Konzeptes“, Universität Lüneburg. |
| 2000 | Sigrid Stagl     | „Global Food Markets and Their Local Alternatives. A Socio-Ecological Economic Analysis“, Rensselaer Polytechnic Institute. |
| 2000 | Daniel Dahm      | „Desertifikation in the Gambia. Wohlstandskriterien und Wirtschaftsstrategien im ökologischen Konflikt“, Universität zu Köln. |
| 2002 | Stefanie Böge    | „Der Weg zum Standardapfel. Der Verlust der Vielfalt und die fortschreitende Dekultivierung eines Lebensmittels“, Universität Kassel. |
| 2002 | Carsten Wiemeyer | „’Sustainable development’ und die lokale Agenda 21. Ein neues Arrangement auf dem Weg zur Zukunftsfähigkeit? Eine fallstudienintegrierende Analyse aus steuerungs- und partizipationstheoretischer Sicht“, Universität Bielefeld.                                                                                              |
| 2002 | Peter Plöger     | „Wissenschaftsmonopol oder epistemische Vielfalt? Bürgerbeteiligung für eine nachhaltige Entwicklung“, Universität Bielefeld. |

Kapp-Forschungspreis für Ökologische Ökonomie
| Jahr | Preisträger        | Fach                        | Arbeit |
| ---- | ------------------ | --------------------------- | --- |
| 2004 | Michael Flitner    | Geographie                  | „Lärm an der Grenze. Eine Studie über Fluglärm und Umweltgerechtigkeit am Beispiel des Flughafens Basel-Mulhouse“, Albert-Ludwigs-Universität Freiburg.                                                |
| 2004 | Dagmar Vinz        | Politik                     | „'Verzehrte Zeiten' – Ubiquität und Temporalität des Ernährungssystems aus Perspektive der Umwelt- und Geschlechterforschung“, Freie Universität Berlin.                                               |
| 2006 | Niko Paech         | BWL                         | „Nachhaltiges Wirtschaften jenseits von Innovationsorientierung und Wachstum – Eine unternehmensbezogene Transformationstheorie“, Universität Oldenburg.                                               |
| 2006 | Bianca Borowski    | Umweltwissenschaften        | Sonderpreis: „Die Bedeutung der Dimension Zeit für eine nachhaltige Viehwirtschaft – Konzepte, Praxiserfahrungen und Perspektiven“, Universität Lüneburg.                                              |
| 2008 | Fabian Scholtes    | VWL                         | „Umweltherrschaft und Freiheit. Naturbewertung im Anschluss an Amartya K. Sen“, Universität Tübingen.                                                                                                  |
| 2008 | Eva Koch           | Soziologie                  | Sonderpreis: „Eigenes Geld – Eine empirische Untersuchung über die Effekte von Regiogeld-Initiativen auf gesellschaftlicher und individueller Ebene“, Freie Universität Berlin.                        |
| 2010 | Oliver Stengel     | Soziologie                  | „Suffizienz: Die Konsumgesellschaft in der ökologischen Krise“, Universität Jena. |
| 2010 | Lasse Loft         | Jura, Ökonomie              | Sonderpreis: „Der Mechanismus zur Vermeidung von Emissionen aus Entwaldung und Degradation (REDD) – Nachhaltige Umsetzung eines Klimaschutzinstrumentes“, Hochschule für Wirtschaft und Recht Berlin.  |
| 2012 | Gerolf Hanke       | Soziologie, Anthropologie   | „Regionalisierung als Abkehr vom Fortschrittsdenken?“, Albert-Ludwigs-Universität Freiburg. |
| 2012 | Anja Humburg       | Nachhaltigkeitswissenschaft | „Post-Growth on the Move: The Environmental Movement as Agent of Change for the Transition to a Post-Growth Economy – Evidence from Germany“, Universität Lund.                                        |
| 2014 | Matthias Schmelzer | Geschichtswissenschaft      | „The hegemony of growth. The making and remaking of the economic growth paradigm and the OEEC/OECD, 1948–1974“, Europa-Universität Viadrina, Frankfurt (Oder).                                         |
| 2014 | Corinna Burkhart   | Humanökologie               | „Who says what is absurd? – A case study on being(s) in an alternative normality“, Universität Lund.                                                                                                   |
| 2014 | Dirk Posse         | Betriebswirtschaftslehre    | „Zukunftsfähige Unternehmen in einer Postwachstumsgesellschaft. Eine theoretische und empirische Untersuchung“, Carl von Ossietzky Universität Oldenburg.                                              |
| 2016 | Johannes Buhl      | Soziologie                  | „Rebound-Effekte im Steigerungsspiel – Zeit- und Einkommenseffekte in Deutschland“, Universität Bamberg.                                                                                               |
| 2016 | Christian Arndt    | Volkswirtschaftslehre       | „Elemente einer heterodoxen Wachstumskritik – Die marxistische Perspektive auf die sozial-ökologische Krise“, Universität Leipzig.                                                                     |
| 2016 | Lorenz Stör        | Ökonomie                    | „Conceptualizing power in the context of climate change – A multi-theoretical perspective on structure, agency and power relations“, Wirtschaftsuniversität Wien.                                      |
| 2018 | Steffen Lange      | Ökonomie                    | „Macroeconomics Without Growth: Sustainable Economies in Neoclassical, Keynesian and Marxian Theories“, Universität Hamburg.                                                                           |
| 2018 | Barbara Plank      | Ökonomie                    | „Is International Trade Driving Global Resource Use? An Analysis of the Socioeconomic Drivers of the Growth in Global Raw Material Consumption from 1990 to 2010“, Alpen-Adria-Universität Klagenfurt. |
| 2018 | Marius Rommel      | Betriebswirtschaftslehre    | „Zukunftsfähige Wirtschaftsgemeinschaften (CSX) – Übertragung der CSA-Logik auf andere Versorgungsfelder“, Carl von Ossietzky Universität Oldenburg.                                                   |
| 2020 | Sebastian Berger   | Ökonomie                    | „The Social Costs of Neoliberalism. Essays on the Economics of K. William Kapp“. |
| 2020 | Franziska Kusche   | Politikwissenschaften       | „Die sozial-ökologische Krise ver_handeln! Eine gesellschaftstheoretische Betrachtung des Konzepts des Ökologisch Ungleichen Tauschs“, Universität Wien.                                               |
| 2022 | Julian Massenberg  |                             | „Identifying Social Values of Ecosystem Services: Theoretical and Empirical Investigations“ |
| 2022 | Julian Willming    |                             | „Capitalism, Realism or Post-Growth?“ |
| 2022 | Paula Bethge       |                             | „Scientists for future und die Rolle der Wissenschaft für eine sozial-ökologische Transformation der Gesellschaft“                                                                                     |
| 2024 | Hannah Heller      |                             | „Narrative der sozial-ökologischen Transformation der Wirtschaft am Beispiel der Ernährungswirtschaft“                                                                                                 |
| 2024 | Luana Schwarz      |                             | „From idiosyncrasy to middle-range theory“ |